# Olympische Jugend-Sommerspiele 2010/Teilnehmer (Moldau)
| Gelbes Symbol für Goldmedaillen mit stilisierten Olympischen Ringen | Graues Symbol für Silbermedaillen mit stilisierten Olympischen Ringen | Braundes Symbol für Bronzemedaillen mit stilisierten Olympischen Ringen |
| ------------------------------------------------------------------- | --------------------------------------------------------------------- | ----------------------------------------------------------------------- |
| —                                                                   | 1                                                                     | 1                                                                       |

Die Jugend-Olympiamannschaft der Republik Moldau für die I. Olympischen Jugend-Sommerspiele vom 14. bis 26. August 2010 in Singapur bestand aus elf Athleten.

## Medaillengewinner
Mit je einer gewonnenen Silber- und Bronzemedaille belegte das Team der Republik Moldau Platz 71 im Medaillenspiegel.

### Silber
- Iulia Leorda, Ringen: Freistil bis 46 kg

### Bronze
- Daniil Svaresciuc, Boxen: Superschwergewicht

## Athleten nach Sportarten

### Bogenschießen
Mädchen
- Alexandra Mîrca
Einzel: 5. Platz
Mixed: 9. Platz (mit Benjamin Ipsen  Dänemark)

### Boxen
Jungen
- Daniil Svaresciuc
Superschwergewicht: Bronze

### Judo
Jungen
- Ghenadie Pretivatii
Klasse bis 81 kg: 9. Platz
Mixed: 5. Platz (im Team New York)

### Kanu
Jungen
- Alexandru Tiganu
Kanu-Einer Sprint: 5. Platz
Kanu-Einer Slalom: DNF (Vorlauf)

### Leichtathletik
| Mädchen - Doina Cravcenco 2000 m Hindernis. 5. Platz | Jungen - Evgheni Glusco Speerwurf: 11. Platz |

### Ringen
Mädchen
- Iulia Leorda
Freistil bis 46 kg: Silber

### Schwimmen
| Mädchen - Evghenia Tanasienco 50 m Brust: 13. Platz 100 m Brust: 22. Platz | Jungen - Serghei Golban 100 m Rücken: 14. Platz 100 m Schmetterling: 25. Platz |

### Taekwondo
Jungen
- Vladislav Arventii
Klasse bis 63 kg: 5. Platz

### Tischtennis
Mädchen
- Olga Bliznet
Einzel: Viertelfinale
Mixed: Achtelfinale (mit Konrad Kulpa  Polen)